# Rugby à XV en Roumanie

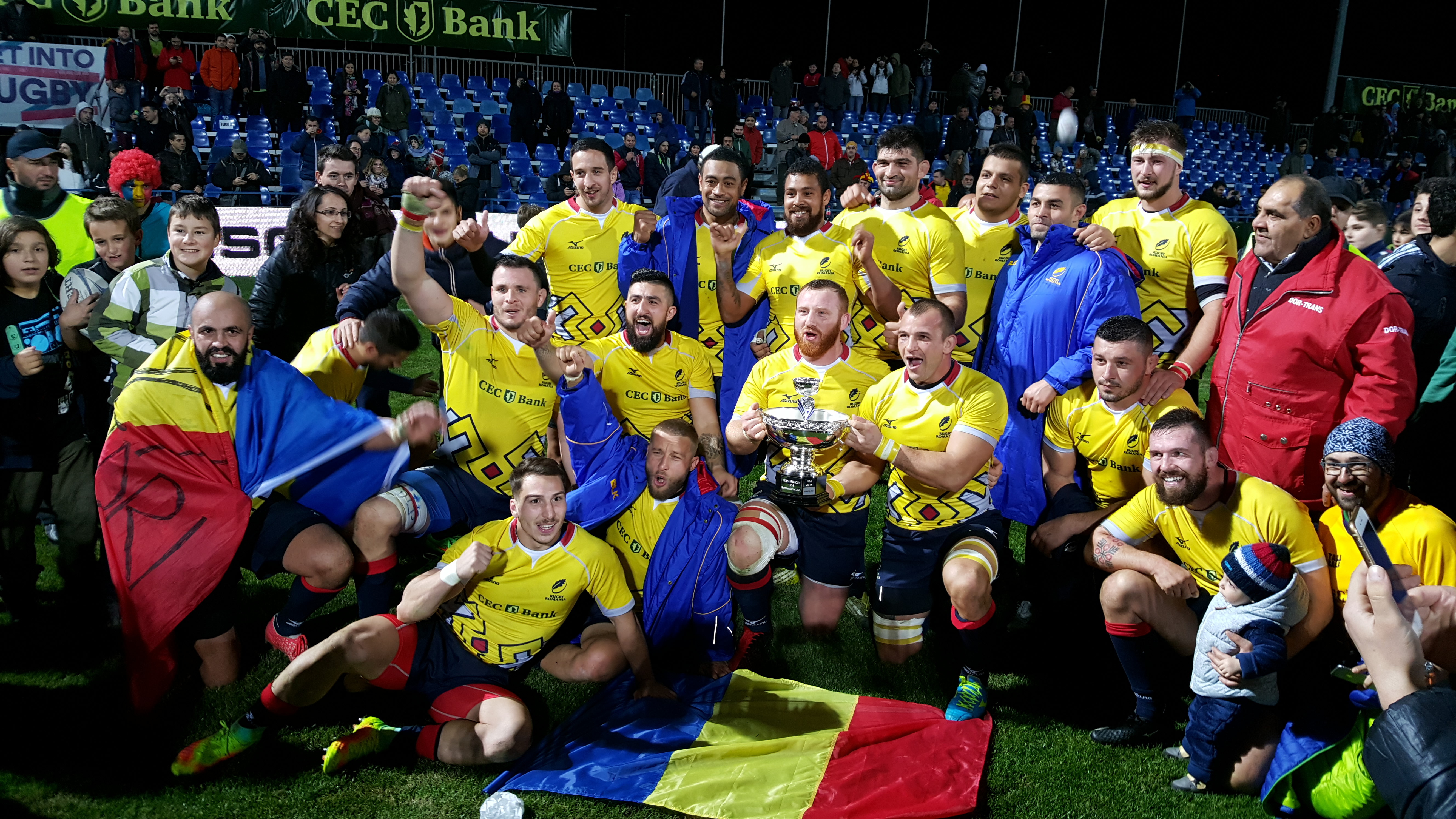
L'équipe nationale roumaine célébrant le trophée Pershing en 2016.

Le rugby à XV est un sport populaire avec une longue tradition en Roumanie, n'atteignant pas cependant la popularité du football, discipline dans laquelle les roumains ont épisodiquement évolué au plus haut niveau mondial.
La Roumanie compte 6 500 licenciés, 52 clubs.
L'équipe de Roumanie a toujours participé à la phase finale de Coupe du monde de rugby. Elle est considérée comme une équipe de deuxième division, selon le classement actuel établi par World Rugby (Anciennement IRB) 

## Histoire
L'équipe de Roumanie de rugby à XV rivalise avec les grandes nations européennes jusqu'à la fin des années 1980. Pourquoi ? 
Napoléon III avait contribué, par sa diplomatie, à la reconnaissance par les États d'Europe de la Roumanie. Depuis, Bucarest n'a qu'une ambition : être le Paris du pays du Danube. C'est ainsi qu'au début du XXe siècle, des étudiants sont envoyés à Paris.
Ces étudiants roumains découvrent un jeu nouveau, en plein essor : le rugby à XV. Ils l'exportent chez leurs compatriotes. Produit « Made in France », le rugby est très populaire. En 1915, naît le Stadiul Roman, rejeton du Stade français : même recrutement lycéen, mêmes couleurs de maillot, mêmes structures omnisports avec le rugby au centre. 

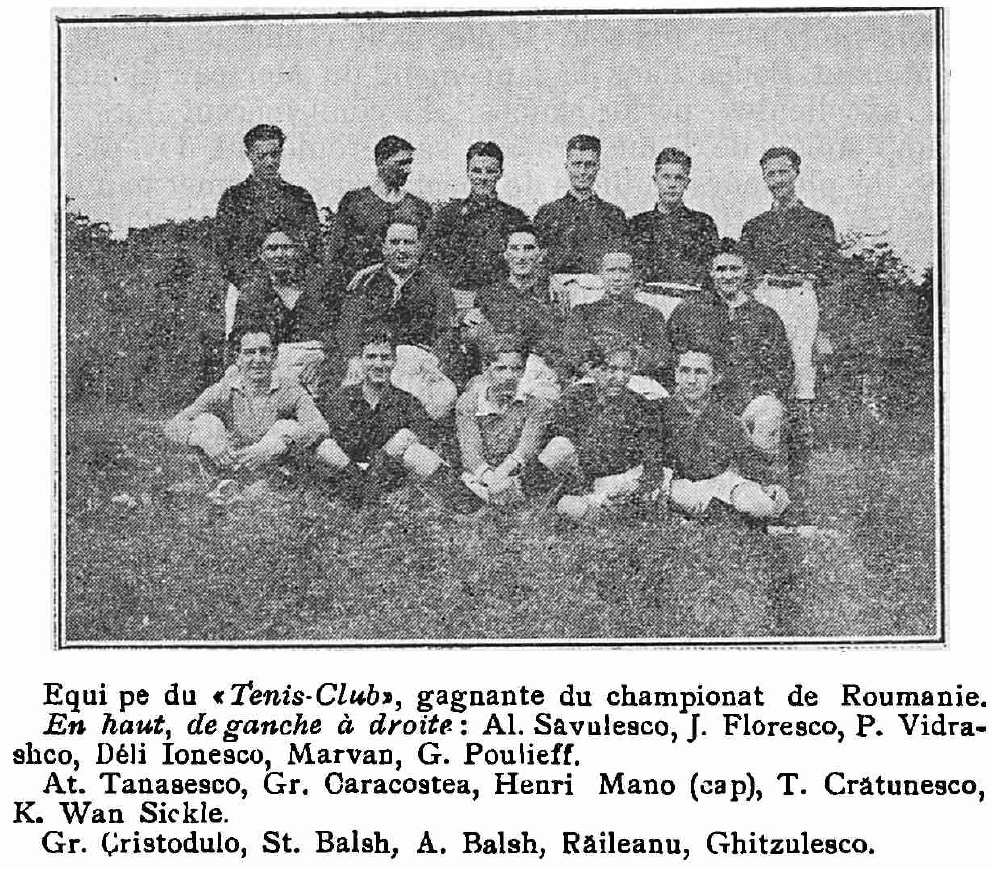
Équipe de rugby à Bucarest en 1922.

Le rugby naît à Bucarest, il y sera longtemps pratiqué modestement mais résolument. En 1924, une première victoire est acquise face à la Pologne. Avant-guerre, Roumains et Français s'affrontent à deux reprises: en 1924 également, à Colombes, lors des Jeux olympiques, puis quatorze ans plus tard en 1938 à Bucarest. Les capitaines roumains sont alors le trois-quarts centre Nicolae Maresco en 1924, puis le troisième ligne aile Constantin Turut en 1938 (les troisième et quatrième match n'auront lieu qu'en 1957 entre les deux pays, sous le capitanat du demi de mêlée Dumitru Ionescu dit Titi -fait incroyable, ce joueur avait déjà joué contre l'Italie 23 années auparavant en 1934. En 1939, un club provincial existe (la formation des usines d'aviation de Brasov), pour les dix-sept autres clubs tous implantés dans la capitale. En 1945, les structures du rugby sont modifiées, les clubs deviennent officiellement corporatistes. L'État permettra au rugby de partir à la conquête de la province. Des progrès significatifs sont enregistrés, avec à la clé quelques succès internationaux. De 1960 à 1963, sous le capitanat du troisième ligne aile Viorel Moraru, la Roumanie obtient même une série de quatre matchs sans défaite face aux français... alors que ces derniers ont obtenu quant à eux une série de quatre victoires dans le tournoi des cinq nations de 1959 à 1962 ! Les nations britanniques accordèrent la cape aux joueurs appelés à affronter la Roumanie seulement à partir de 1983. 
Au début des années 1980, le pays compte 13 000 joueurs. 
Mais le régime du dictateur Nicolae Ceaușescu plonge la Roumanie dans une crise épouvantable, qui provoque la stagnation et la régression du rugby national. Les résultats tournent au désastre. La révolution de 1989 a coûté cher en vies humaines au rugby roumain. 
Depuis, l'équipe roumaine tente de relever la tête et de se refaire une place dans le circuit du rugby international. Mais les meilleurs joueurs ont quitté le pays, généralement pour la France, et il est bien difficile à l'équipe nationale de se reconstruire, même si elle a participé à toutes les coupes du monde depuis la création de l'épreuve en 1987.
La FRR a rejoint l'International Rugby Board (IRB) en 1987 quand la Roumanie est invitée à disputer la première édition de la coupe du monde.
En 1995 la première rencontre de la Coupe d'Europe de rugby à XV a lieu en Roumanie avec une rencontre Toulouse - Farul Constanța.
Le Championnat Européen des Nations permet en 2000 à la Roumanie d'avoir une compétition où elle joue régulièrement sur le plan international. 
L'équipe nationale perd contre l'Angleterre sur un score de 134-0 en 2001, le Dinamo Bucarest s'incline pour sa part 151-0 contre Saracens dans le cadre du Challenge européen de rugby à XV. 
Bucarest Rugby a depuis été mis en place en Roumanie pour représenter le rugby roumain dans les compétitions européennes depuis 2004.

## Institution dirigeante
La fédération roumaine de rugby à XV (Federația Română de Rugby) est une organisation membre de l'International Rugby Board (IRB) qui régit l'organisation du rugby à XV en Roumanie.
Elle regroupe les fédérations provinciales, les clubs, les associations, les sportifs, les entraîneurs, les arbitres, pour contribuer à la pratique et au développement du rugby dans tout le territoire roumain.  
La FRR a été créée en 1937.
La fédération est membre de l'International Rugby Board avec un siège dans le Conseil exécutif. La fédération devint membre de l'International Rugby Board (IRB) après avoir été invitée à participer à la première édition de la Coupe du monde en 1987.
La FRR gère l'équipe de Roumanie de rugby à XV.

## Compétitions domestiques
Le Championnat de Roumanie de rugby à XV, disputé depuis 1914, regroupe les meilleurs clubs roumains de rugby à XV. 

## Compétitions européennes
En 1995 la première rencontre de la Coupe d'Europe de rugby à XV a lieu en Roumanie avec une rencontre Toulouse - Farul Constanța. Depuis l'édition originale, les clubs roumains ne jouent plus la grande Coupe d'Europe. la Roumanie qui n'a pas de place en Coupe d'Europe envoie sa meilleure équipe en Challenge Européen.
L'équipe roumaine qui dispute le Challenge Européen en 1996-1997, 1997-1998, 1998-1999, 1999-2000, 2001-2002, 2002-2003, ne remporte aucune victoire. Aucune équipe roumaine ne dispute les éditions 2000-2001, 2003-2004 et 2004-2005.
Bucarest Rugby a depuis été mis en place en Roumanie pour représenter le rugby roumain dans les compétitions européennes depuis 2004. En 2006, Bucarest s'impose à Mayol contre le Rugby club toulonnais. En 2006-2007, Bucarest gagne l'Aviron bayonnais. Lors du Challenge européen 2007-2008, Bucarest Rugby obtient un nul en Italie contre SKG Gran Parme avant de gagner à domicile l'US Montauban 19-17 et de s'imposer 34-17 au retour contre le club italien.

## Popularité
Comme les autres sports de l'ère communiste, le rugby est utilisé à des fins de propagande par le régime. Dans les années 1980, le pays compte 12 000 licenciés dans 110 clubs.
La chute du communisme porte un terrible coup financier, structurel au rugby, et sa popularité limitée comparée au football ou au handball, cependant, ne baisse pas.
Suivant les informations données par l'International Rugby Board, la Roumanie compte 52 clubs de rugby à XV, 142 arbitres, 1 200 gamins dans les écoles de rugby, 4 100 adolescents, 1 375 joueurs adultes masculins (soit un total masculin d'environ 6 500 pratiquants) pour 150 gamines, 200 adolescentes, 125 joueuses adultes (soit environ 500 joueuses).

## Équipe nationale
L'équipe de Roumanie de rugby à XV réunit une sélection des meilleurs joueurs roumains de rugby à XV et participe aux compétitions internationales. Au 30 novembre 2024, elle est 20ème (sur 113) au classement des équipes nationales de rugby.